# Alnus oblongifolia
Espèce
Classification APG II (2003)
Statut de conservation UICN

 LC  : Préoccupation mineure
Alnus oblongifolia, parfois nommé Aulne de l'Arizona, est une espèce de plantes à fleurs de la famille des bétulacées, originaire du sud-ouest des États-Unis.
Synonyme : Alnus serrulata var. oblongifolia (Torr.) Regel

## Description
C'est un arbre pouvant atteindre une taille de 30 mètres. Son tronc est gris sombre. Il noircit et se couvre de plaques avec l'âge.
Les feuilles ont une forme ovale ou lancéolée à presque elliptique pour une taille de 5–9 cm de long pour 3–6 cm de large.

## Répartition et habitat
L’arbre est présent au sud-ouest des États-Unis dans les États de l'Arizona et du Nouveau-Mexique.
Il apprécie la proximité des cours d'eau et les lieux humides, généralement dans des canyons de montagne de 1 000 à 2 300 mètres d'altitude. Par exemple dans les régions montagneuses du désert de Sonora et du désert de Chihuahua.